# Aéroport international de Dublin
Pour les articles homonymes, voir Dub (homonymie).
L'aéroport international de Dublin (en irlandais : Aerfort Bhaile Átha Cliath ; en anglais : Dublin International Airport) (code IATA : DUB • code OACI : EIDW) est un aéroport irlandais situé près de la ville de Swords, à 11 km au nord de Dublin. Il est composé de deux terminaux, le deuxième accueillant la compagnie nationale de l'Irlande, Aer Lingus. Il abrite le siège de la compagnie Norwegian Air International.

## Histoire
Dès son ouverture en 1939, l'aéroport a été géré par le ministère du transport.
Le gestionnaire actuel de l'aéroport est le DAA (Dublin Airport Authority ou Údaras Aerfort Bhaile Átha Cliath en irlandais). 
La gestion des aéroports de Cork et de Shannon a été confiée à Aer Rianta le 1er avril 1969. Le nom d'Aer Rianta a été changé en Dublin Airport Authority (DAA) en 2004.

## Géographie

### Localisation
| Connemara Cork Donégal Dublin Inis Meáin Inis Mór Inis Oírr Kerry Knock Shannon Waterford |

## Trafic

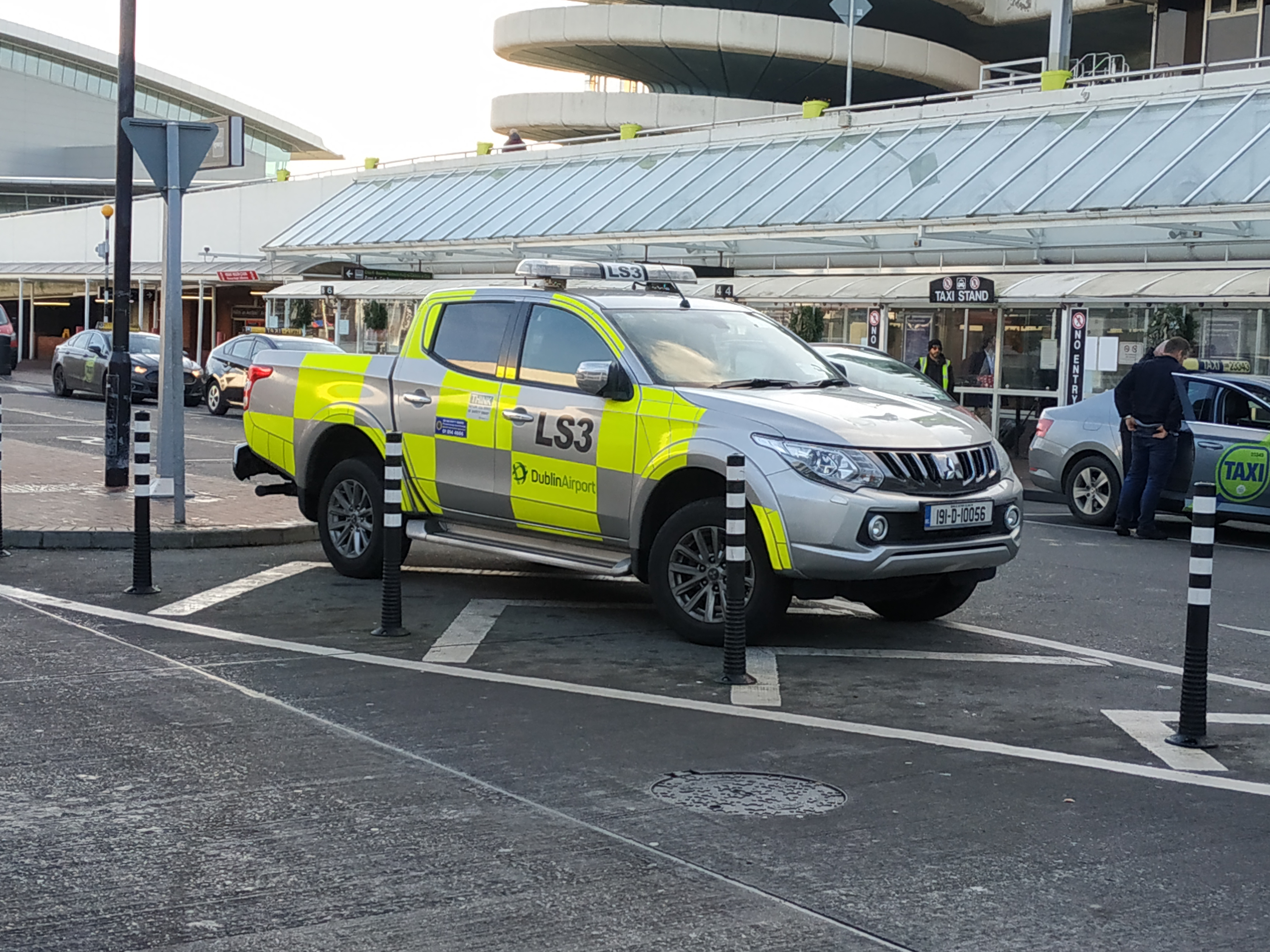
Véhicule de service de l'aéroport.

Étant l'aéroport le plus important d'Irlande, 27,9 millions de passagers y ont transité en 2016. Ce chiffre est remarquable au vu de la population de l'agglomération de Dublin (1,6 million) et de celle de l'Irlande qui avoisine les 6 millions.
Il est essentiellement utilisé pour les vols internationaux. En 2006, il se classait au 17e rang des aéroports mondiaux par trafic international, avec 20,2 millions de passagers internationaux.
Le trafic intérieur n'a ainsi représenté que 565 000 passagers en 2010.
Le graphique qui aurait dû être présenté ici ne peut pas être affiché car il utilise l'ancienne extension Graph, désactivée pour des questions de sécurité. Des indications pour créer un nouveau graphique avec la nouvelle extension Chart sont disponibles ici.

Voir la requête brute et les sources sur Wikidata.

### Zoom sur l'impact du covid de 2019-2020
Le graphique qui aurait dû être présenté ici ne peut pas être affiché car il utilise l'ancienne extension Graph, désactivée pour des questions de sécurité. Des indications pour créer un nouveau graphique avec la nouvelle extension Chart sont disponibles ici.

Voir la requête brute et les sources sur Wikidata.

## Compagnies et destinations
En mars 2023, les compagnies aériennes suivantes proposent des vols au départ et à l'arrivée de l'aéroport de Dublin.
| Compagnies                    | Destinations |
| ----------------------------- | --- |
| Aegean Airlines               | Athènes E.-Venizélos |
| Aer Lingus                    | - Aberdeen-Dyce, - Amsterdam, - Barcelone-El Prat, - Berlin-Brandebourg, - Bilbao, - Birmingham, - Bordeaux-Mérignac, - Boston Logan, - Bristol, - Bruxelles-National, - Budapest-Ferenc Liszt, - Chicago-O'Hare, - Cleveland-Hopkins, - Donégal-Carrickfinn, - Denver, - Düsseldorf, - Édimbourg, - Exeter, - Faro, - Francfort, - Genève-Cointrin, - Glasgow, - Hambourg-H.-Schmidt, - Ronaldsway-Île de Man, - Lanzarote-Arrecife, - Las Palmas/Gran Canaria, - Leeds-Bradford, - Lisbonne-H. Delgado, - Londres-Gatwick, - Londres-Heathrow, - Los Angeles, - Lyon-Saint-Exupéry, - Madrid-Barajas, - Malaga-Costa del Sol, - Manchester, - Milan-Linate, - Minneapolis-Saint-Paul, - Munich-F. J. Strauß, - Nashville, - Newark-Liberty, - Newcastle, - Newquay Cornouailles, - New York-John F. Kennedy, - Nice-Côte d'Azur, - Orlando, - Paris-Charles de Gaulle, - Philadelphie, - Prague-Václav-Havel, - Rome Léonard-de-Vinci/Fiumicino, - San Francisco, - Seattle-Tacoma, - Southampton, - Ténériffe-Sud Reine Sofia, - Toronto (Pearson), - Toulouse-Blagnac, - Venise - Marco Polo, - Vérone - Villafranca, - Vienne-Schwechat, - Washington-Dulles, - Zurich En saison : - Alicante-Elche, - Athènes E.-Venizélos, - Brindisi Papola/Casale, - Bourgas, - Brest-Bretagne, - Corfou-I. Kapodístrias, - Dubrovnik, - Fuerteventura, - Hartford-Bradley, - Izmir-A. Menderes, - Jersey, - Kos, - Las Vegas-Harry-Reid, - Malte, - Marrakech-Ménara, - Marseille-Provence, - Miami, - Milan-Malpensa, - Nantes-Atlantique, - Naples-Capodichino, - Olbia-Costa Smeralda, - Palma de Majorque, - Perpignan, - Pise-Galileo Galilei, - Saint-Jacques-de-Compostelle, - Santorin, - Séville-San Pablo, - Split, - Varsovie-Chopin En saison charter : Kittilä, Rovaniemi, Salzbourg-W. A. Mozart |
| airBaltic                     | Riga |
| Air Canada                    | Toronto (Pearson) En saison : Montréal (P.-E.-Trudeau), Vancouver |
| Air France                    | Paris-Charles de Gaulle |
| Air Moldova                   | Chișinău |
| Air Transat                   | En saison : Toronto (Pearson), Toronto (Billy Bishop) |
| American Airlines             | Philadelphie En saison : Charlotte-Douglas, Chicago-O'Hare, Dallas-Fort Worth |
| Aurigny                       | En saison : Guernesey |
| Blue Islands                  | En saison : Jersey |
| British Airways               | Londres-City, Londres-Heathrow En saison : Southampton |
| Croatia Airlines              | En saison : Split, Zagreb-Pleso |
| Dan Air                       | Brașov, Bucarest-H. Coandă |
| Delta Air Lines               | Atlanta H.-Jackson, New York-John F. Kennedy En saison : Boston Logan, Détroit, Minneapolis-Saint-Paul |
| Eastern Airways               | Southampton |
| EgyptAir                      | Le Caire |
| El Al                         | Tel Aviv - Ben Gourion |
| Emirates                      | Dubaï |
| Etihad Airways                | Abou Dabi |
| Eurowings                     | Düsseldorf En saison : Cologne/Bonn-K. Adenauer |
| Finnair                       | Helsinki-Vantaa |
| FlyOne                        | Chișinău |
| HiSky                         | Bucarest-H. Coandă, Chișinău, Cluj-Napoca, Iași |
| Iberia Express                | Madrid-Barajas |
| Icelandair                    | Reykjavik-Keflavík |
| JetBlue                       | Boston Logan, New York-John F. Kennedy |
| KLM                           | Amsterdam |
| Loganair                      | Aberdeen-Dyce En saison : Inverness |
| Lufthansa                     | Francfort, Munich-F. J. Strauß |
| Luxair                        | Luxembourg-Findel |
| Norwegian Air Shuttle         | Oslo-Gardermoen En saison : Copenhague-Kastrup |
| Play                          | Reykjavik-Keflavík |
| Qatar Airways                 | Doha-Hamad |
| Ryanair                       | - Agadir-Al Massira, - Alicante-Elche, - Amsterdam, - Oviédo-Asturies, - Athènes E.-Venizélos, - Barcelone-El Prat, - Bâle-Mulhouse, - Bergame-Orio al Serio, - Berlin-Brandebourg, - Billund, - Birmingham, - Bodrum-Milas, - Bologne-Borgo Panigale, - Bratislava-M. R. Štefánik, - Bristol, - Bruxelles-National, - Bucarest-H. Coandă, - Budapest-Ferenc Liszt, - Carcassonne, - Cardiff-Rhoose, - Castellón-Costa Azahar, - Charleroi Bruxelles-Sud, - Cluj-Napoca, - Cologne/Bonn-K. Adenauer, - Copenhague-Kastrup, - East Midlands, - Édimbourg, - Eindhoven, - Faro, - Fuerteventura, - Gdańsk-L. Wałęsa, - Gênes-Christophe-Colomb, - Glasgow, - Francfort-Hahn, - Hambourg-H.-Schmidt, - Iași, - Katowice-Pyrzowice, - Kaunas, - Kerry-Killarney, - Košice (Cassovie)-Barca, - Cracovie-Jean-Paul II, - Lanzarote-Arrecife, - Las Palmas/Gran Canaria, - Leeds-Bradford, - Leipzig/Halle, - Lisbonne-H. Delgado, - Liverpool-J.-Lennon, - Łódź-W. Reymont, - Londres-Gatwick, - Londres-Luton, - Londres-Stansted, - Lublin, - Luxembourg-Findel, - Madère-C. Ronaldo, - Madrid-Barajas, - Malaga-Costa del Sol, - Malte, - Manchester, - Marrakech-Ménara, - Marseille-Provence, - Memmingen, - Milan-Malpensa, - Nantes-Atlantique, - Naples-Capodichino, - Newcastle, - Newquay Cornouailles, - Nice-Côte d'Azur, - Nuremberg-A. Dürer, - Palanga, - Palerme Falcone-Borsellino, - Paphos, - Paris-Beauvais, - Pise-Galileo Galilei, - Plovdiv-Kroumovo, - Porto-F. Sá-Carneiro, - Poznań (Posnanie)-H. Wieniawski, - Prague-Václav-Havel, - Riga, - Rome Léonard-de-Vinci/Fiumicino, - Rzeszów, - Saint-Jacques-de-Compostelle, - Santander-S. Ballesteros, - Séville-San Pablo, - Sofia-Vrajdebna, - Stockholm-Arlanda, - Szczecin/Stettin-Solidarité, - Tallinn, - Toulouse-Blagnac, - Turin S.-Pertini (Caselle), - Valence, - Varsovie-Modlin (Mazovie), - Venise - Marco Polo, - Vérone - Villafranca, - Vienne-Schwechat - Vilnius, - Wrocław-N. Copernic, - Zagreb-Pleso En saison : - Alghero-Fertilia, - Almeria, - Bari-Karol Wojtyła, - Biarritz-Pays Basque, - Billund, - Brindisi Papola/Casale, - Bydgoszcz, - Cagliari, - Corfou-I. Kapodístrias, - Dalaman, - Dubrovnik, - Gérone-Costa Brava, - Göteborg, - Grenoble-Alpes-Isère, - Ibiza, - Klagenfurt, - Kos, - La Canée I.-Daskaloyánnis, - La Rochelle-Île de Ré, - Minorque-Mahón, - Nîmes-Garons, - Palma de Majorque, - Région de Murcie, - Reus, - Rhodes-Diagoras, - Rodez, - Rovaniemi, - Salzbourg-W. A. Mozart, - Santorin, - Split, - Tarbes-Lourdes-Pyrénées, - Thessalonique-Makedonía, - Tours-Val de Loire, - Trieste/Frioul, - Zadar |
| Scandinavian Airlines         | Copenhague-Kastrup, Oslo-Gardermoen, Stockholm-Arlanda |
| Swiss International Air Lines | Genève-Cointrin, Zurich |
| SunExpress                    | En saison : Antalya, Izmir-A. Menderes |
| TAP Air Portugal              | Lisbonne-H. Delgado |
| Transavia France              | Paris-Orly |
| TUI Airways                   | Lanzarote-Arrecife, Las Palmas/Gran Canaria, Ténériffe-Sud Reine Sofia En saison : - Bourgas, - Cancún, - Corfou-I. Kapodístrias, - Dalaman, - Enfidha-Hammamet, - Héraklion-N. Kazantzákis, - Ibiza, - Innsbruck-Kranebitten, - Kos, - Lanzarote-Arrecife, - Larnaca, - Palma de Majorque, - Reus, - Rhodes-Diagoras, - Turin S.-Pertini (Caselle), - Vérone - Villafranca, - Zante D.-Solomós |
| Turkish Airlines              | Istanbul En saison : Antalya |
| United Airlines               | Newark-Liberty, Washington-Dulles En saison : Chicago-O'Hare |
| Vueling                       | Barcelone-El Prat, Paris-Orly |
| WestJet                       | En saison : Calgary |
| Wideroe                       | Bergen |

Actualisé le 21/01/2023

## Intermodalité

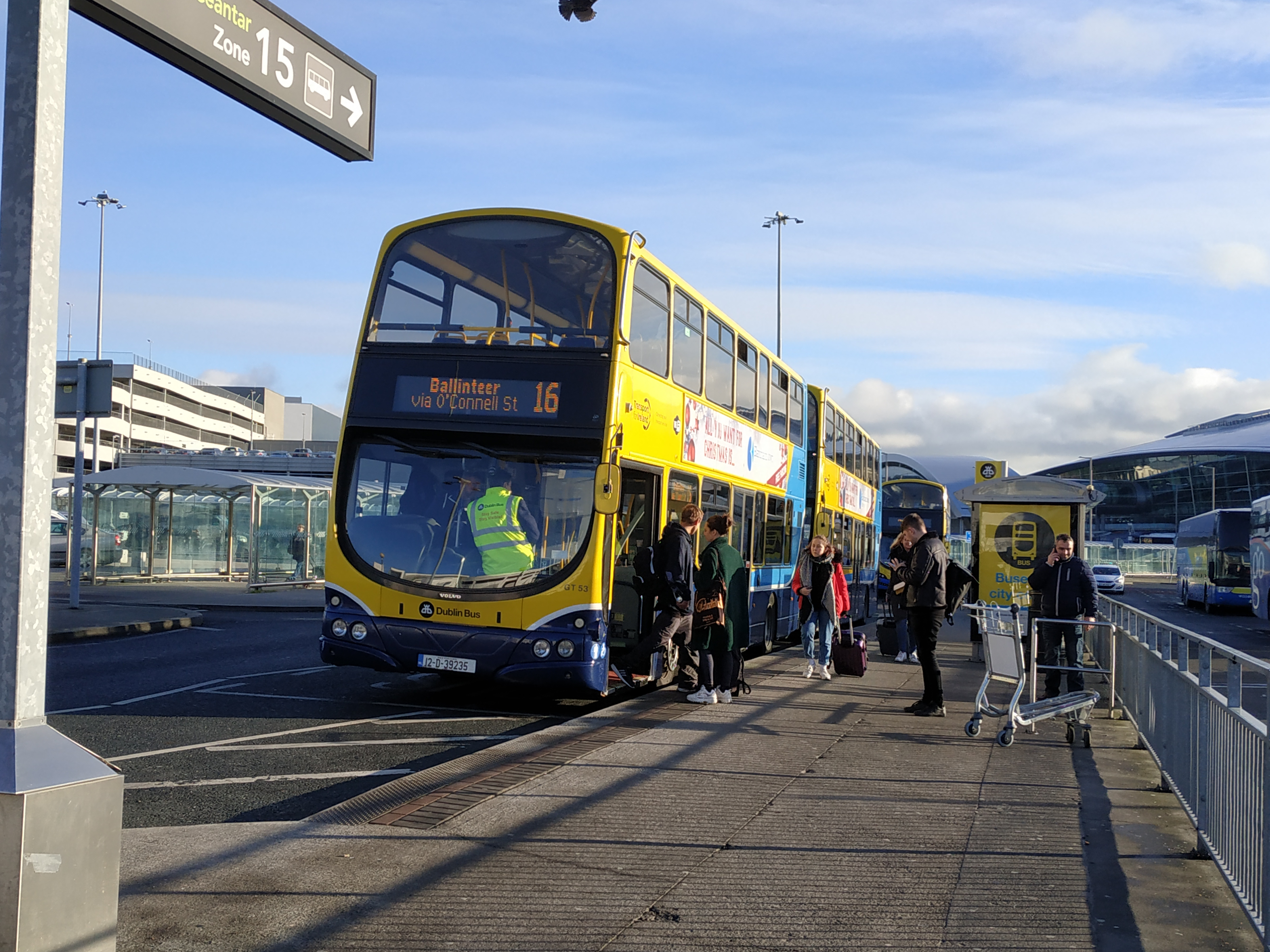
Desserte de l'aéroport par le réseau Dublin Bus.